# Phenacoccus franseriae
Phenacoccus franseriae är en insektsart som beskrevs av Ferris 1921. Phenacoccus franseriae ingår i släktet Phenacoccus och familjen ullsköldlöss. Inga underarter finns listade i Catalogue of Life.